# Górecki / Aukso (2)
Górecki / Aukso lub roboczo nazwany Górecki / Aukso 2 – trzeci album z serii Mistrzowie muzyki, z dwoma kompozycjami Henryka Mikołaja Góreckiego, które nagrała Orkiestra Kameralna Miasta Tychy 'Aukso' pod batutą Marka Mosia, wydany niezależnie w 2017 przez Katowice – Miasto Ogrodów - Instytucję Kultury im. Krystyny Bochenek. Uzyskał on nominację do Fryderyka 2018 w kategorii Album Roku - Muzyka Symfoniczna i Koncertująca

## Lista utworów
- Kyrie op. 83
- II Kwartet smyczkowy Quasi una fantasia op. 64